# Lija Jakowlewna Gurwitsch
Lija Jakowlewna Gurwitsch (russisch Лия Яковлевна Гурвич; * 2. Maijul. / 15. Mai 1914greg. in Riga, Gouvernement Livland; † 27. Oktober 2010 in Irvine (Kalifornien)) war eine sowjetische bzw. russische Elektrochemikerin und Werkstoffwissenschaftlerin.

## Leben
Nach dem Besuch der 9-Jahresschule mit Chemie-Neigungsfach (Abschluss 1930) studierte Gurwitsch 1931–1936 an der Universität Moskau in der Chemie-Fakultät mit Abschluss. Anschließend war sie dort Aspirantin bei dem Physikochemiker Nikolai Petin und verteidigte 1940 ihre Dissertation über die Kinetik der Stoffverteilung in einem Zwei-Phasen-Flüssigkeitssystem mit Erfolg für die Promotion zur Kandidatin der chemischen Wissenschaften.
Ab 1939 arbeitete Gurwitsch als Assistentin am Lehrstuhl für Anorganische Chemie des Instituts für Pharmazeutische Chemie. Sie heiratete und bekam einen Sohn. Nach Beginn des Deutschen Angriffskriegs gegen die Sowjetunion wurde ihr Mann Mitglied der Opoltschenije und starb 1941 an der Front. Mit Sohn und Eltern musste sie sich in die Tatarische Autonome Sozialistische Sowjetrepublik evakuieren lassen und kam in das Dorf Sewernyje Nurlaty, wo sie Physik und Chemie unterrichtete.
Bereits 1943 konnte Gurwitsch entsprechend einem Aufruf mit ihrer Familie nach Moskau zurückkehren. Sie begann nun im Allunionsforschungsinstitut für Luftfahrt-Materialien (WIAM) im Laboratorium für Physik der Metalle unter der Leitung des Physikochemikers Georgi Akimow zu arbeiten. Ihre Forschungsschwerpunkte wurden die Korrosionsprozesse der Metalle und der Korrosionsschutz. Entwickelt wurden unter ihrer Leitung Werkstoffe für die Luft- und Raumfahrt und korrosionsbeständige Stähle und Legierungen. Ihre Ergebnisse fanden Anwendungen in Produkten der Konstruktionsbüros Mikojan-Gurewitsch, MKB Raduga, MKB Fakel u. a. Ihre geheimgehaltene Doktor-Dissertation verteidigte sie 1973 mit Erfolg für die Promotion zur Doktorin der technischen Wissenschaften 1974. Es folgte die Ernennung zur Professorin. Ihre Forschungs- und Entwicklungstätigkeit führte sie stetig fort und schied erst 1998 aus dem WIAM aus.
Gurwitsch zog 2002 zu ihrem Sohn in die USA und verbrachte dort ihre letzten Lebensjahre.
Zu Gurwitschs 100. Geburtstag fand eine Konferenz über die Perspektiven des Korrosionsschutzes in der Luftfahrttechnik statt.

## Ehrungen, Preise
- Medaille „Für heldenmütige Arbeit im Großen Vaterländischen Krieg 1941–1945“ (1946)
- Orden des Roten Banners der Arbeit (1956)